# Финголи II (Венеција)
Финголи II (итал. Fingoli II) је насеље у Италији у округу Венеција, региону Венето.
Према процени из 2011. у насељу је живело 58 становника. Насеље се налази на надморској висини од 1 м.